# Gustave De Man
Gustave De Man (Brussel, 20 mei 1805 – Elsene, 10 juli 1887) was een Belgisch architect.

## Leven en werk
Gustave de Man werd in 1805 geboren in Brussel en kreeg een opleiding aan de Koninklijke Academie voor schone Kunsten in Brussel.
In 1834 won hij de Prijs van Rome voor architectuur. Hij was de eerste laureaat die deze prijs won voor de discipline architectuur. Hij verbleef een viertal jaar in Italië en na zijn terugkeer in België werkte hij vooral voor de overheid. In 1841 werd hij aangeworven door de minister van Openbare Werken om mee te werken aan de uitbouw van het spoorwegnet, door de bouw van stations. Hij tekende onder meer de plannen voor het station van Kuregem, Koekelberg en Brussel-West. Hij ontwierp ook religieuze architectuur, zoals de sacristie van de Onze-Lieve-Vrouw-ter-Zavelkerk op de Brusselse Zavel. Hij tekende plannen voor diverse neogotische kerken: van Sugny, Rouvroy, Couvin, Ethe, Lacuisine.
Hij vernieuwde ook het interieur van het Paleis der Academiën. In 1853 stelde de Belgische regering zowel dit paleis als de bijbehorende stallingen ter beschikking van de Belgische kroonprins Leopold II (1835-1909). Mede in opdracht van zijn echtgenote Marie-Henriëtte (1836-1902), legde Gustave De Man op het binnenplein een heuse manege aan die vanaf 1865 met de bijbehorende stallen de officiële benaming meekreeg van ‘Koninklijke Stallingen’.
Ten slotte tekende hij ook privéwoningen. In Sint-Gillis staan nog twee neoclassicistische huizen met symmetrische compositie in de Berckmansstraat 110 en 112 (respectievelijk 1871 en 1870).
Vanaf 1851 was Gustave De Man inspecteur voor de schoolgebouwen van het rijksonderwijs.
In 1859 werd hij lid van de Koninklijke Commissie voor Monumenten en in 1865 werd hij Lid van de Koninklijke Academie voor Wetenschappen, Letteren en Schone Kunsten van België. Van 1863 tot 1882 was hij leraar architectuur aan de Academie te Brussel.
Hij stierf in 1887 op 82-jarige leeftijd.